# 東京都立国分寺高等学校
東京都立国分寺高等学校（とうきょうとりつ こくぶんじこうとうがっこう）は、東京都国分寺市新町三丁目に所在する東京都立高等学校。略称は「ブンジ」。

## 概要
1969年、国分寺市の地元住民の要望で設立された都立高校。住宅地の中に立地し、周辺住民や生徒・他校生からは「ブンジ」として親しまれ、国分寺高校の生徒は「ブンジ生」と呼ばれている。都立高校の改革以降、着々と上向きつつある進学率とユニークな教育課程から人気が高まり、入試の志願倍率も高い。2004年度入試から自校作成問題（国・数・英）を出題していた。2014年度入試からは都立高入試グループ作成体制となり、新宿・墨田川と共に進学重視型単位制高校グループとしてグループ作成問題（国・数・英）を出題している。
土曜日に予備校講師を招き特別講習を行っていた時期があり、NHKクローズアップ現代「予備校講師が高校にやってきた」において取り上げられた。2005年度からは特別講習に代わって土曜授業を復活させている（年20回）。2007年6月より駒場・小山台・新宿・町田の各校と共に「進学指導特別推進校」に指定され、進学実績の更なる向上を図っている。2017年度入試から再び自校作成問題（国・数・英）を出題し、2018年度大学入試では現役の国公立大学合格者数100人という飛躍を見せた。さらに2020年度大学入試においては同じく現役の国公立大学合格者数108人という新記録を打ち出した。
2001年に新校舎が完成。進学重視型単位制への移行に対応し、可動パーティションを備えた講義室やゼミ室、自習室を備えているのが特徴である。この校舎は2006年公開の劇場用アニメ映画「時をかける少女」でロケハンされ、登場人物の制服も本校のものであり、階段や廊下、化学室等が登場している。

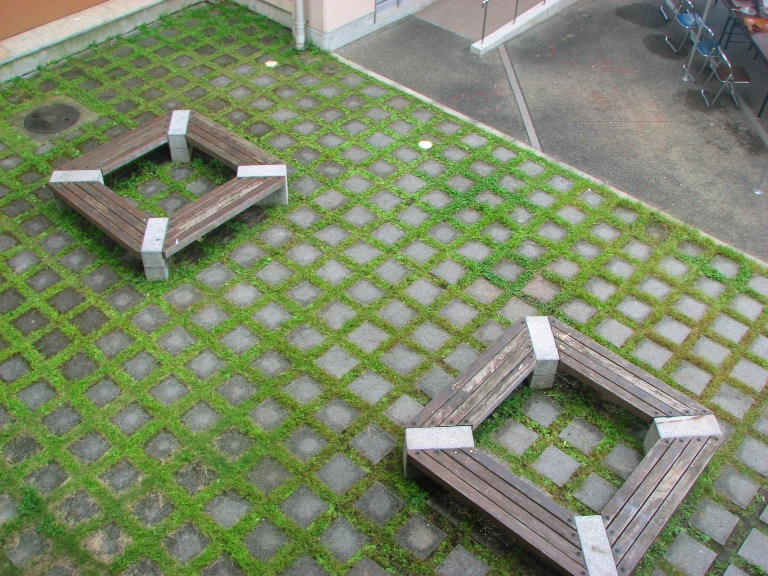
校内のベンチ
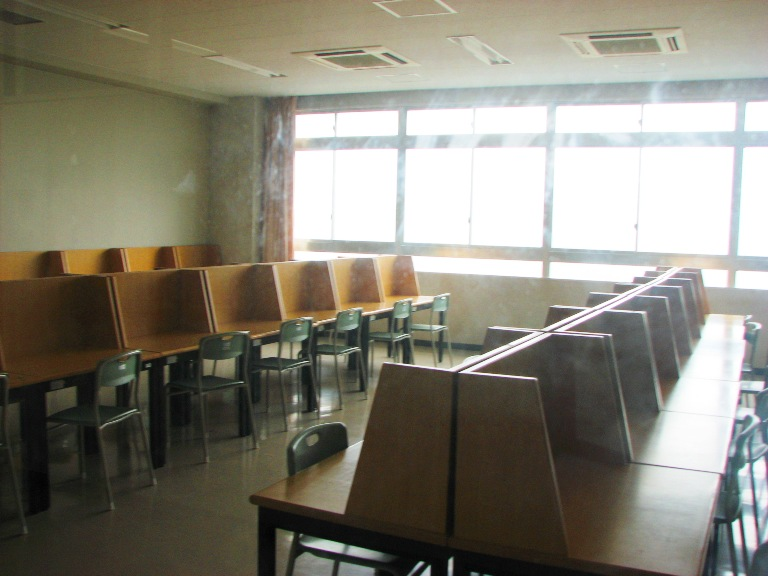
自習室
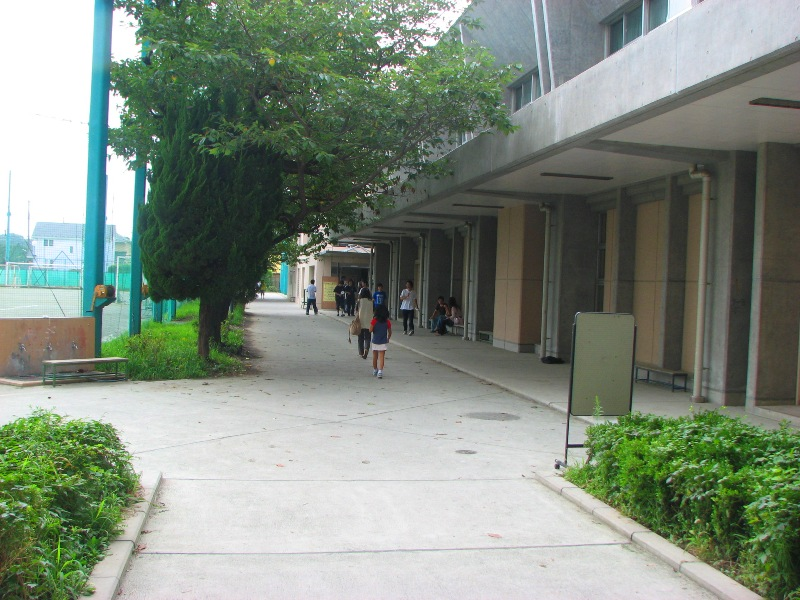
体育館前

## 交通
出典 : 
電車
| 路線名       | 最寄り駅 | 徒歩所要時間 |
| ------------ | -------- | ------------ |
| JR中央線     | 国立駅   | 25分         |
| 西武国分寺線 | 鷹の台駅 | 25分         |
| 西武国分寺線 | 恋ヶ窪駅 | 25分         |

バス
| 運行事業者 | 乗車駅 | のりば | 系統                   | 下車停留所                  |
| ---------- | ------ | ------ | ---------------------- | --------------------------- |
| 立川バス   | 国立駅 | 北口3  | 国24-2・国24-3・国24-4 | 「国分寺高校入口」、徒歩3分 |
| 立川バス   | 国立駅 | 北口2  | 国23                   | 「富士本三丁目」、徒歩5分   |
| 立川バス   | 国立駅 | 北口4  | 国22                   | 「富士本三丁目」、徒歩5分   |

## 沿革
- 1969年 - 1月、開設事務所を東京都立東村山高等学校内に置き、東京都立国分寺高等学校発足。4月、開校し東京都立東村山高等学校内の仮校舎内にて第1回入学式を挙行。学級数6。6月、生徒会発足。学校群には組み込まれず、単独選抜を実施。
- 1970年 - 4月、第1期校舎建築完了し、新校舎移転。第一学年8学級となり、全14学級。9月、第2回体育祭を立川市営競技場にて開催。10月、第1回修学旅行（関西・四国方面）を実施。
- 1971年 - 1月、第1回文化祭開催。3月、第2期校舎建築完了。4月、第一学年8学級となり、全22学級。6月、プール開き。7月、校歌制定。9月、校旗制定。10月2日 - 8日には開校記念祭（記念式典・文化祭・球技大会・体育祭）挙行し、10月2日を開校記念日と制定。
- 1972年 - 3月、第1回卒業式挙行。4月、全学年8学級と揃い、全24学級となる。
- 1974年 - 9月、初めて合唱祭（当時は文化祭の一部）、文化祭、体育祭、後夜祭（当時は体育祭の一部）の4祭集中開催される（木もれ陽祭の原点）。
- 1976年 - 木もれ陽祭においての4祭集中開催が生徒会則に明記され、正式に学校祭となる。
- 1980年 - 4月、第一学年、臨時1学級増により全25学級となる。
- 1982年 - グループ合同選抜制度導入。第九学区92グループに編成される。
- 1983年 - 4月、第一学年、臨時1学級増（第2回）により全25学級となる。
- 1984年 - 10月、グランド全面改修工事完了。
- 1988年 - 4月、第一学年、臨時1学級増（第3回）により全25学級となる。6月、格技棟（現：武道棟）建設工事完了。
- 1991年 - 3月、パソコン教室完成。
- 1992年 - 5月、LL教室（現：CALL教室[6]）完成。
- 1994年 - 単独選抜となる。
- 1998年 - 8月、校舎全面改築工事開始。
- 2001年 - 6月、校舎全面改築工事完了。
- 2002年 - 3月、グランド改修工事完了。4月、進学重視型単位制に改編。6月、新校舎落成記念式典。
- 2007年 - 進学指導特別推進校に指定。
- 2013年 - 進学指導特別推進校の指定継続。
- 2016年 - 理数イノベーション校に指定。
- 2018年 - 理数リーディング校に指定。10月、創立50周年記念式典・行事を立川市市民会館にて挙行。
- 2024年 - 文部科学省よりスーパーサイエンスハイスクール（SSH）に指定（文理融合基礎枠、2024年 - 2029年）。

## 教育理念
1. 豊かな情操
2. 的確な判断力
3. 心身の健康

なお、創立当初は『知・情・意』の三つを兼ね備えた人物の育成を掲げ、本校校歌もそれに合わせ、1番：聡く広やかな知恵、2番：直く豊かな情（こころ）、3番：強く高やかな意思、と謳われている。
作詞は、混声合唱曲『君しあわせか』を作詞作曲の仁平忠彦、作曲は『ちいさい秋みつけた』や『夏の思い出』を作曲の中田喜直。

## 教育

### 単位制高校としての特色
単位制高校として、また進学指導特別推進校として様々な特色がある。主要科目の教員は公募制により選抜されている。通常の高校より教員数が多く配置されており、国語（古典）、数学、英語など一部の科目では少人数制授業が展開されている。ホームルーム教室として使用される通常の教室に加えて、講義室が1～6の6室設置されていたり、自習室、ゼミ室など多数の用途で使用される部屋が多くある。

### 単位制による選択科目
将来の難関大学合格に重点を置いた単位制高校であり、前述の通り、主要科目の教員は公募制により選抜された教員が集められている。2年次から文理選択をし、中には複数の内から選べる選択科もある。3年次は大半が選択科目なっているため、個々の志望校や学力に合わせて科目を選ぶことができる。「文系古典探究」や「数学III」といった基礎発展系の科目、「日本史演習」「世界史演習」「数学演習」などの入試演習科目のほか、「英会話」「スポーツ」「フードデザイン」といった教養系科目も充実している。

### 国際交流事業
国際交流に力を入れており、オーストラリアのサウスオーストラリア州マリオン市（国分寺市の姉妹都市）にあるハレットコーヴ校との相互訪問が行われていたが、ハレットコーヴ校の校長変更に伴う方針の変更によりやや強引に2015年（46期生）を最後に打ち切りとなった（同年はオーストラリアから日本への訪問は無く、相互訪問形式は解消されていた）。2016年（47期生）よりシドニー郊外のニューサウスウェールズ州セントラルコースト市にあるテリガル高校へ訪問する形式へと変更となった。なお、相互訪問は継続しており、日本からオーストラリアへの訪問が3月、オーストラリアから日本への訪問が7月となっている。

### 高大提携・接続教育プログラム
東京学芸大学、東京農工大学、津田塾大学、東京経済大学、東京都立大学などの大学と協定を結び、いわゆる「高大提携」を実施している。2013年からは、東京外国語大学も高大連携大学となっている。これらの大学で講義を受けると大学入学後単位として認定される制度や大学の教授の出張講義などがある。

## 行事
各項の後の括弧内は参加学年である。表記がない場合は全学年による。
- 入学式(1)
- 対面式 - 在校生が新入生を歓迎する行事。体育祭応援杯の「テーマ」の発表等も行われる。
- 奉仕活動体験(1) - 富士山や江の島（年によって変動）の清掃を行う。入学後の親睦を深める行事としての意味合いもある。
- 横浜遠足(2) - 上記奉仕活動体験と同日に行われることが多い。本校のクラス替えは2年進級時に行われるので、上記同様この4月の遠足は親睦を深める行事としての意味合いがある。
- 交通安全教室 - 本校生活委員会の生徒が計画、主催する。主に自転車に関するものである[10]。
- 宿泊防災訓練(1) - 自然災害等で帰宅が困難になった場合に学校に宿泊することを想定して行う訓練。災害に関する講演や、消防の指導による体験等も組まれている。また、災害用備蓄品の更新も兼ねて、備蓄倉庫の非常食、毛布等を使用する。
- 芸術鑑賞教室 - 1・2年生は合同で歌舞伎、オペラ、落語、合唱等（年によって変わる）を鑑賞（一部体験できることもある）、3年生は演劇鑑賞。
- 木もれ陽祭 - 後述。
- テリガル高校国際交流会(1,2) - 4月に本校生徒が豪への語学研修へ向かうが、この時期にはテリガル高校の生徒が「交換留学生」として来日する。
- 防災訓練 - 年に1度、高校と地域住民が東京消防庁国分寺消防署戸倉出張所や地元消防団の協力を得て防災訓練を行う。生徒の緊急避難訓練のほか、消火器体験・煙ハウス体験・起震車体験などを地域住民とともに体験する。
- 進路遠足(1) - いくつかのグループに分かれ、希望する大学への見学に行く。1年次から大学に興味を持つことが目的である。
- 冬季集中セミナー（2有志） - 冬季休業中におこなわれ、受験学年の3年生になる前のステップ。講義と自習の時間が設けられ、1日10時間学習が奨励される。
- 卒業式(3)
- 修学旅行(2) - 以前は大阪・京都・広島・長崎などが主流であったが、近年は沖縄に行く場合が多い。
- 球技大会(1,2)
- 修了式(1,2)
- オーストラリア語学研修（1有志）

## 施設
- 校舎
  - A棟 - 内階段1箇所、外階段1箇所[11]（1階～2階）
    - 3階 - 第1職員室、第2職員室、印刷室
    - 2階 - 生徒玄関、図書室、司書室
    - 1階 - 職員玄関、視聴覚室、PTA会室

  - B棟 - 内階段2箇所（中央･東）、非常階段1箇所、エレベーター1基[12]
    - 屋上[12] - 避雷針、ヘリサイン[13]
    - 5階 - 講義室1～5、CALL教室[6]、大会議室
    - 4階 - ホームルーム教室(1-1 - 1-8)、進路指導室、数学準備室
    - 3階 - ホームルーム教室(2-1 - 2-8)、放送室、国語準備室
    - 2階 - ホームルーム教室(3-1 - 3-8)、購買、体育館連絡通路
    - 1階 - 経営企画室、校長室、進路室、保健室、和室、生徒会室

  - C棟 - 非常階段1箇所
    - 3階 - 社会科室、物理室、音楽室、美術室
    - 2階 - 化学室、地学室、PC教室、ゼミ室1～3、自習室
    - 1階 - 生物室、被服室、書道教室、調理室
- 体育館 - 内階段1箇所、舞台袖階段2箇所
  - 2階 - アリーナギャラリー、放送室、トレーニングスペース、校舎B棟連絡通路
  - 1階 - アリーナ（2階まで吹き抜け）、更衣室（男女）、災害用備蓄倉庫、講義室6、体育準備室
- 武道棟（旧・格技棟） - 内階段1箇所、外階段2箇所（うち1つは1階～2階）
  - 3階（屋上） - 25mプール、監視室、機械室、更衣室（男女）、シャワー室（男女）
  - 2階 - 部室、トレーニングスペース
  - 1階 - 剣道場（2階まで吹き抜け）、柔道場（2階まで吹き抜け）、更衣室（男女）、シャワー室（男女）、体育教官室
- グラウンド
- 第2グラウンド（多目的コート）
- テニスコート
  - A面
  - B面
- 駐輪場
  - 3年生用 - 前輪式自転車ラック
  - 2年生用 - 前輪式自転車ラック、ラックなし
  - 1年生用 - 前輪式自転車ラック
  - 職員用 - ラックなし
- 国分寺市災害用備蓄倉庫（2棟）

なお本校は災害時の一時滞在施設･避難所･災害時帰宅支援ステーションに指定されているため、これらの施設が有事の際には開放される。

## 委員会等活動

### 校内活動
括弧内は委員会の構成委員。数字は人数である。
- 中央委員会（総務委員・各学級1・各種委員会委員長・部同連代表4） - 生徒総会の代行機関。生徒総会の議長等を務める。
- 総務委員会（生徒会総務役員選挙当選者9） - 生徒総会の中心となる執行機関。一般的には「生徒会」と呼ばれる。校内活動の他、地域ボランティア活動や青空委員会の活動にも参加している。
- 各種委員会
  - HR委員会（各学級男女各1） - HR活動の中心となり、集会時の点呼等を行う。
  - 生活委員会（各学級男女各1） - 生徒の登下校の確認、地域貢献活動の補佐等を行う。
  - 保健委員会（各学級男女各1） - 生徒の健康維持管理、『保健だより』発行等を行う。
  - 美化委員会（各学級2） - 校内環境の美化推進を行う。校外活動においてもしばしば清掃活動を行う。
  - 体育委員会（各学級男女各1） - 体育関係諸行事の中心となり、体育授業補佐、球技大会の運営等を行う。
  - 文化委員会（各学級1） - 文化関係諸行事の中心となり、芸術鑑賞教室や文化祭アーチの設置等を行う。
  - 出版委員会（各学級1以上） - 校内情報誌『くにわけ』の発行を行う。
  - 放送委員会（各学級1以上） - 校内放送の企画運営、情報伝達等を行う。
  - 図書委員会（各学級2） - 生徒の読書活動の推進力となり、図書館運営等を行う。
  - 旅行委員会（各学級2） - 生徒会則には明記がない[14]が、上記の委員会と同等とされる。1年生は4月の奉仕活動遠足、2年生は4月の横浜遠足と3月の修学旅行に向けて計画、運営補佐をする。なお、3年生はこのような行事が無いため、旅行委員は選出されない場合が多い。

- 特別委員会
  - 予算委員会（総務委員会の全委員・中央委員会・各種委員会・各部・各祭実行委員会の代表） - 生徒総会の予算案、補正予算案を作成。主に生徒会会計が指揮を執る。
  - 木もれ陽祭運営委員会（定員10） - 木もれ陽祭の運営を総轄する。委員の決定は他のどの委員会より早く、前年度冬から活動を開始する。また、青空委員会にも参加している。
    - 合唱祭実行委員会（各学級2） - 合唱祭の計画運営を行う。
    - 文化祭実行委員会（各学級2） - 文化祭の計画運営を行う。
    - 体育祭実行委員会（各学級2） - 体育祭の計画運営を行う。
    - 中夜祭実行委員会（各学級2） - 中夜祭の計画運営を行う。
    - 木もれ陽祭審査庶務委員会（各学級2） - 各祭の審査を中心に、各祭実行委員会の補助を行う。

  - 選挙管理委員会（各学級1） - 生徒会総務役員選挙、木もれ陽祭運営委員選挙等の運営を行う。
  - 合同委員会（総務委員会・中央委員会・HR委員会） - 有事の際に総務委員会が招集するが、あまり見られない。
  - ゴーヤ祭実行委員会 - 平成30年度、50期に新たに設置された委員会であり、理数リーディングプロジェクトの一環として「ゴーヤ祭」を実行する。
- 部・同好会連絡協議会（各部・同好会代表2）

通称「部同連」。各部・同好会間の連絡を密にするために設置されている。

### 青空委員会
青空委員会は、2016年4月に発生した熊本地震を契機に、本校生徒会総務委員会および木もれ陽祭運営委員会を主体とした多摩地区の都立高校11校（国分寺・国立・立川・八王子東・小金井北・調布北・府中・町田・多摩科学技術・日野台・武蔵）と青山の計12校で結成された組織。
当初は熊本地震への支援として本校文化祭のみで募金活動を行う方針であった。しかし募金額には限りがあることから、より多くの支援金を募るため、また周辺高校との連携強化を図るために呼びかけを行い、趣旨に賛同した都立高校が集まりこのような十数校規模の団体となった。
この委員会による最初の活動として「高校生共同募金プロジェクト」を開始した。この中で各校は文化祭等で募金活動を行い、熊本地震への支援金とした。
最初の活動が終了した後も月一回の定例会など、以降の活動も継続しており、更なる参加校等の拡大を目指している。

## 部活動
行事だけでなく部活動も盛んな学校であり、生徒の部活動加入率は95%を超える（兼部を含めると100%を超える）。
体育系の部活動では、近年では陸上競技部が強く、2020年から2024年まで５年連続関東大会（南関東総体・関東新人大会）に出場している。また、全国インターハイ出場経験もあり、近年では2022年に女子七種競技で徳島での四国インターハイに進出し、全国第24位の成績をおさめた。2024年には男子400mハードルで福岡での北部九州インターハイに出場し、全国第３位入賞を果たしている。
またサッカー部は部員数が約100名と多く、1996年、1998年（関東でTV中継があった）、2001年に全国高校サッカー選手権東京都大会の決勝に進出している。当時のGKでOBに森田耕一郎がおり、彼は2018年度本校で教育実習生（保健体育）として体育の授業でサッカーを指導した。最近では2018年にベスト4に進出した。野球部は夏の全国高校野球選手権大会西東京大会において1990年、1999年、2002年、最近では2018年にベスト8進出を果たしている。また、水泳部は、関東大会及びインターハイ出場経験が何度かあり、ダンス部は日本高校ダンス部選手権、全国大会への出場経験がある。ハンドボール部、ソフトテニス部、女子バレーボール部、剣道部、ソフトボール部は関東大会出場経験がある。
文化部では吹奏楽部・軽音楽部といった音楽系の部活動が人気である。
部員数が50人を超える大規模な部としては、サッカー部、ダンス部、水泳部、吹奏楽部、軽音楽部、生物部などが挙げられる。なお、部活動のほかに同好会も設けられている。部・同好会間の連絡を密にするために、部・同好会連絡協議会（通称「部同連」）が設置されている。

### 部活動

#### 体育系
- 硬式野球部
- 剣道部
- 男子硬式テニス部
- 女子硬式テニス部
- 山岳部
- ソフトテニス部
- 体操部
- ソフトボール部
- 卓球部
- 男子バスケットボール部
- 女子バスケットボール部
- 男子ハンドボール部
- 女子ハンドボール部
- ダンス部
- 水泳部
- 男子サッカー部
- 男子バレー部
- 女子サッカー部
- 女子バレーボール部
- 陸上競技部
- バドミントン部

#### 文化系
- 吹奏楽部
- 軽音楽部
- 茶道部
- 天文部
- 華道部
- 科学部
- 美術部
- コーラス部
- 生物部
- 書道部
- イラスト文芸部
- レゴ部
- ESS部
- スイーツ研究部

### 同好会
- クイズ研究同好会
- 写真同好会

## 学校祭

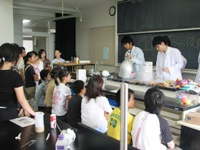
科学部の演示実験（木もれ陽祭にて）

毎年9月に「木もれ陽祭」（合唱祭（1974 - ）、文化祭（1970 - ）、体育祭（1969 - ）、中夜祭（1976 - 2015まで『後（中）夜祭』、2016 - より正式に『中夜祭』）の4祭）を土・日を含む約1週間でまとめて行う。本校関係者（生徒･教員・保護者）以外が入場できるのは基本的に文化祭のみである。

### 4祭集中開催に至るまでの経緯
1974年から四祭を集中して実施していたが、1976年にその旨が生徒会規約に制定された。背景として、1974年、1975年と休日が連休となり日取りに恵まれたが、1976年は休日の配置の間が合わないためのスケジュール議論が紛糾し四祭を集中実施することの是非までも問われた。木もれ陽祭運営委員、生徒会や担当教諭を含め、学業への影響や準備作業集中などについて侃々諤々の議論の末の決定であった。結果、木もれ陽祭は四祭集中開催となり、ブンジ生の象徴として、ここぞの一番で完全燃焼ができる体質を取得できる土壌として有意義な環境が提供できることとなった。
これに関連して1976年の日取りは、
- 9月23日（秋分の日）：文化祭
- 24日（金）：文化祭
- 25日（当時は半ドン）：合唱祭
- 26日（日）体育祭＆後夜祭

なお、昨今は、合唱祭、文化祭、体育祭の間に各々の準備日と片付け日（なか日）を設け、稼働集中による過労とならないように配慮されている。2016年の場合、
- 9月8日（木）合唱祭
- 9日（金）中日（文化祭準備）
- 10日（土）文化祭
- 11日（日）文化祭・中夜祭
- 12日（月）中日（文化祭撤収・体育祭準備）
- 13日（火）体育祭（→天候不良により延期）
- 14日（水）体育祭予備日（→体育祭校庭開催）

となっている。
この2016年度体育祭では、予定日（9月13日）は豪雨のため中止となり、翌日の予備日（14日）も競技場使用不可と判断された。そのため、開催競技を絞った上で、予備日（14日）に校庭開催という稀なケースとなった。体育祭の校庭開催は1997年以来19年ぶりであった。

### 合唱祭
合唱祭では、各クラスが合唱曲を選択し（1年生は選択曲に加えて校歌も）発表をする。審査は外部審査員や木もれ陽祭審査庶務委員会によって行われる。外部審査員による審査による賞や木もれ陽祭審査庶務委員会による賞などが優秀クラスに授与される。練習期間も長く、特に3年生は9月の本番に向け4月頃から毎日練習をするため、どのクラスも非常に質の高い合唱が披露される。クラス別の合唱以外にも有志団体（吹奏楽部･コーラス部･教員など）による合唱等も披露される。RAG FAIRの土屋礼央や加藤慶之も有志の合唱でアカペラを披露している。会場は立川市民会館（アミュー立川、現：たましんRISURUホール）、オリンパスホール八王子などであり、2017年度は所沢市民文化センター ミューズで開催された。また、合唱祭が平日開催となり、会場の都合により一家庭一人の指定席制となっているため、鑑賞できない父兄への対応として、文化祭期間中に後援会・PTA部屋にて、大画面液晶モニタにて合唱祭の様子の映像が上映されている。

### 文化祭

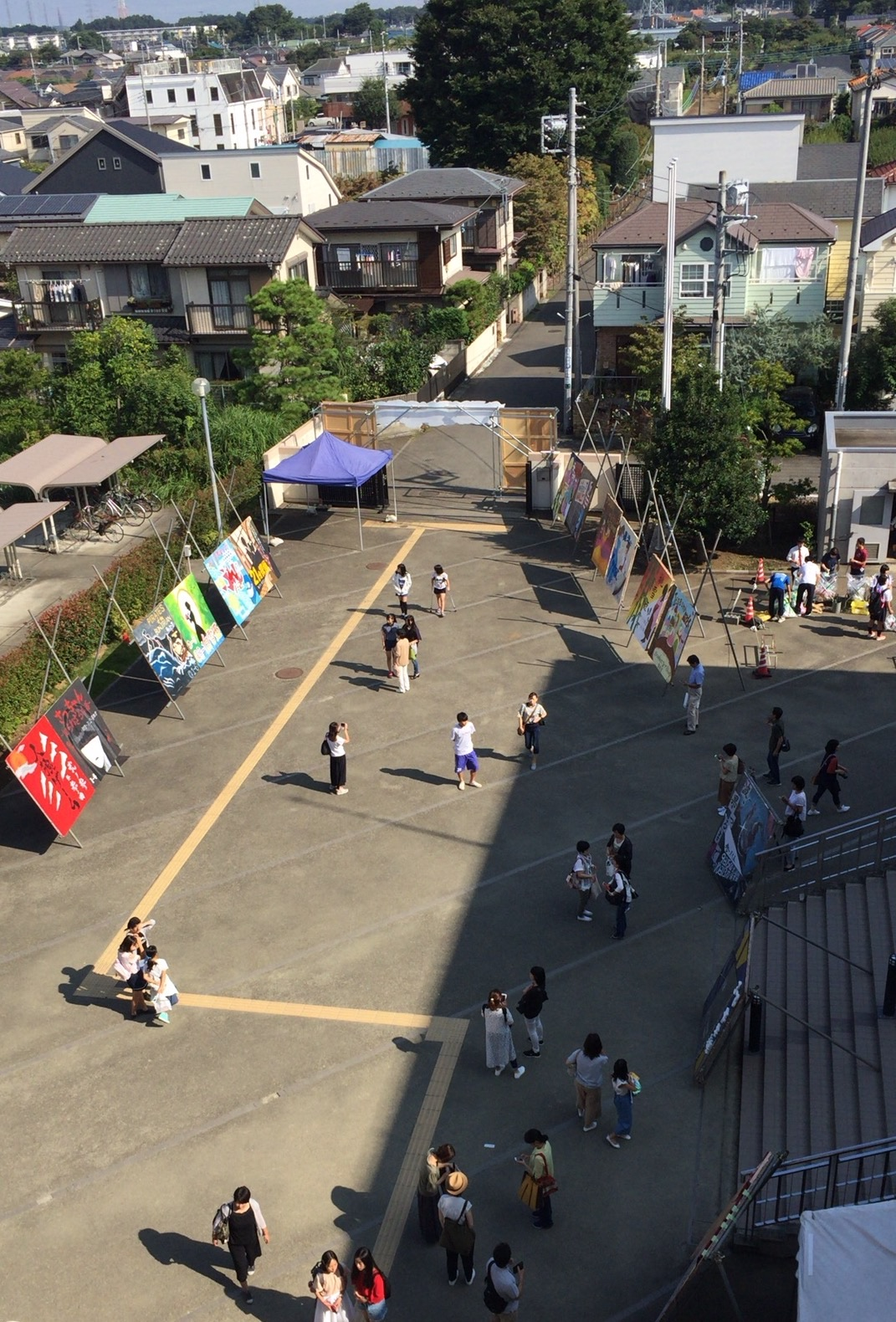
国分寺高校 第49回 文化祭

文化祭は例年土日に開催される。保護者をはじめ、地域住民や中学生など多くの人が訪れる。なお、木もれ陽4祭の中では唯一一般市民が参加できる祭りとなっている。出し物はクラス単位または部活動単位で行われる。クラス単位では、1・2年生はレクリエーション（お化け屋敷等を含む）、食堂･喫茶、演劇から選択する。その内、お化け屋敷は2団体、食堂2団体、喫茶2団体と定数が決まっている。近年は、1年生が8団体（クラス）のうちレクリエーション6団体、お化け屋敷2団体、2年生が8団体中演劇4団体、食堂2団体、喫茶2団体という形が定型となっている。3年生は8団体すべてが演劇を選択し、武道棟もしくは体育館にて本格的な演出が行われ、一見に値する。多い場合は体育館の座席をすべて埋めるほど盛況となることもある。通常の進学校では学園祭に深く関わるのは1・2年生のみという場合が多いが、当校では3年生も積極的に学園祭に参加することが大きな特徴である。
部活動単位では運動部系ではダンス部が、文化部では生物部、科学部、書道部、吹奏楽部やレゴ部などが実演・展示を行っている。中でも生物部は人気である。文化祭当日は校内各所に各団体の催し物が開かれ、1･2年生のレクリエーション･喫茶･演劇が主にホームルーム教室、食堂は書道教室･被服室（調理室で調理）、部活動は特別教室および講義室、3年生の演劇は剣道場（武道棟）･体育館となっている（3年生演劇のスケジュールは前もって決められており、各クラスが1日1回の公演を行い、1日目とは異なる場所で2日目の公演を行う形となっている）。基本的には1団体1教室であるが、お化け屋敷団体に関しては2教室、喫茶団体に関しては店舗1教室、準備室1教室という割り当てである。また2016年には青空委員会の「高校生共同募金プロジェクト」に基づいた募金活動を実施した。

### 中夜祭

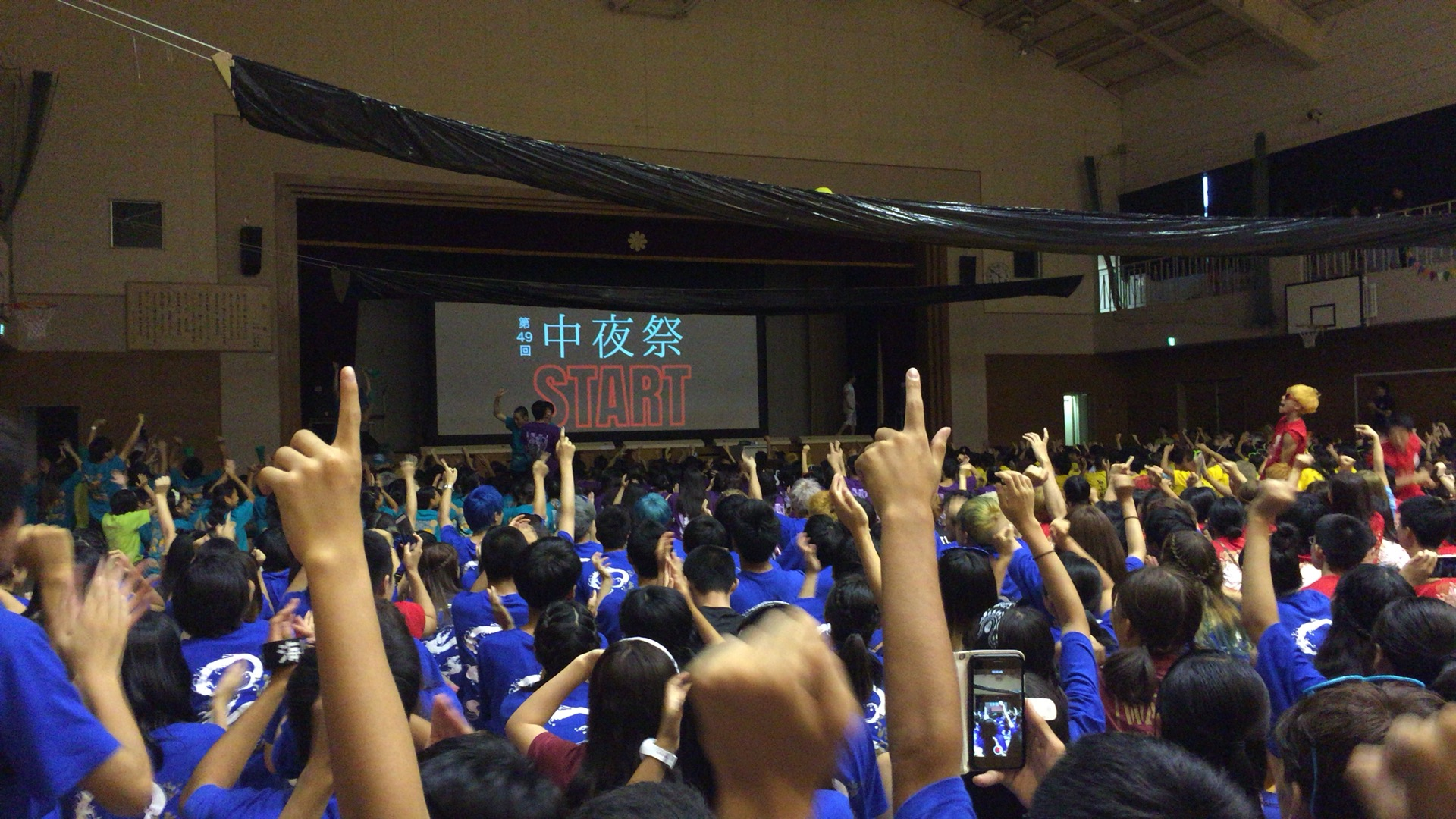
国分寺高校 第49回 中夜祭

文化祭2日目終了後の夜に体育館で行われる。軽音楽部・ダンス部・吹奏楽部等のパフォーマンス、有志によるお笑い、ミスター・ミスコンテスト、文化祭の審査結果発表などが催される。2015年からは中夜祭にもテーマが設定され、パフォーマンス等もテーマに則ったものとなっている。

### 体育祭

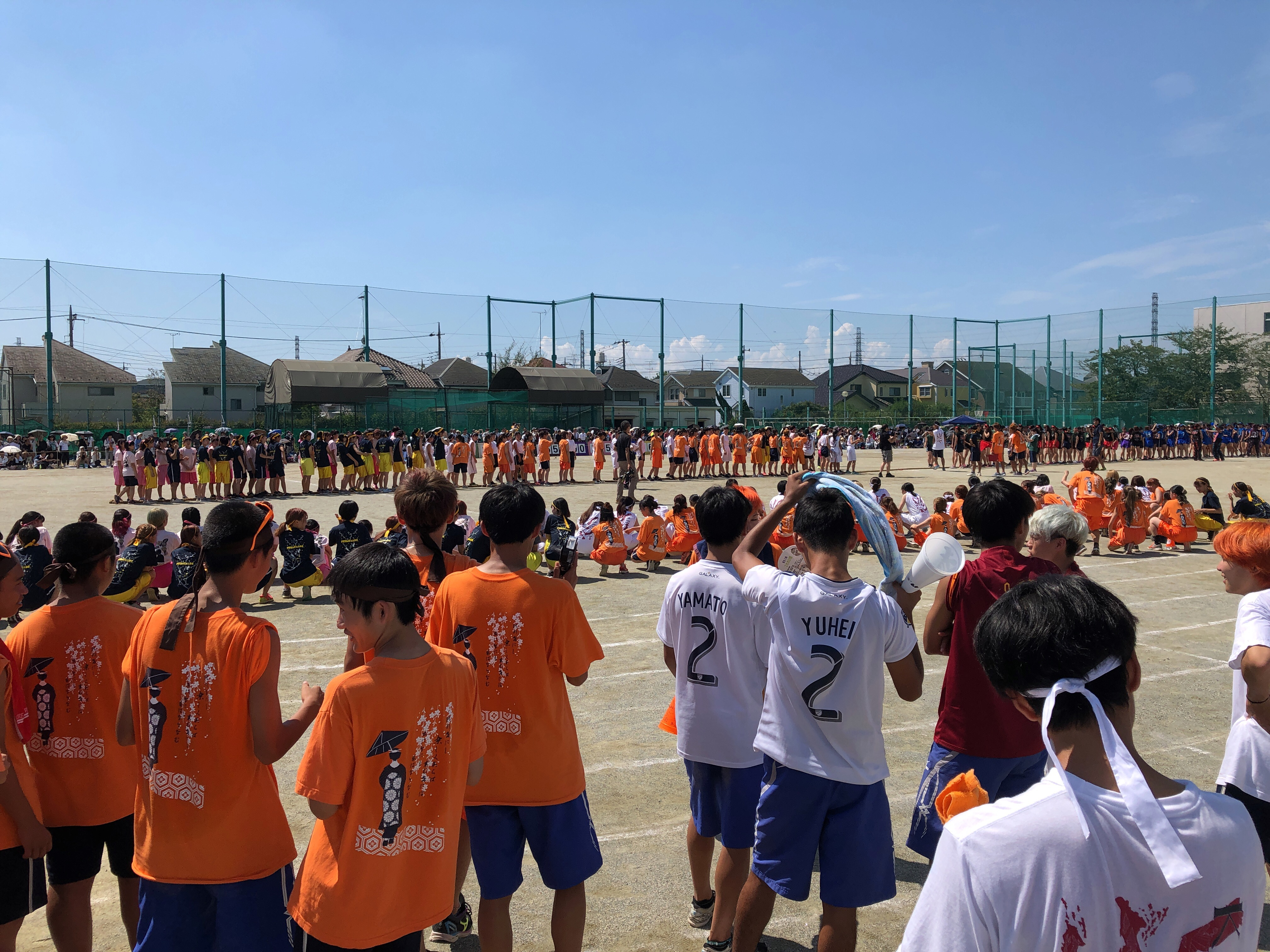
国分寺高校 第51回 体育祭

体育祭は木もれ陽祭を締めくくるイベントであり、例年立川市の立川陸上競技場（旧：立川市営競技場）で行われている。2017年度は当競技場が改修工事を行うため、前年度（天候不良により校庭開催）と同様に校庭開催が予定されている。大きく分けて競技と応援合戦で構成されており、それぞれ競技杯と応援杯と呼ばれる賞があり、1 - 8組を縦割りにした1 - 3学年統合の8団（1組から緑・白・赤・茶・紫・桃・青・黄）が争う。競技杯では各学年の全員リレー、学年種目（1年生：ムカデリレー、2年生：いかだ流し、3年生：大縄飛び）、ぶんじ最速王、部対抗リレーなどが開催され、総得点数が多い団3位までが入賞となる。対して応援杯は体育祭の目玉と位置付けられ、8団がそれぞれの「テーマ」で演技をする。こちらも審査によって上位3位までが入賞となる。応援杯の中心には応援団（通称「援団（えんだん）」）がいる。中でも3年生の「援団」は、9月の本番に向けて2年次の1 - 2月から準備を始める。3年生「援団」のうち男女各1人が団長･チアリーダー（通称「団チア」）として選出され、団のリーダーとしてだけではなく、8団の「団チア」16人からなる「団チア会」は木もれ陽祭運営委員会（後述）と並んで、体育祭だけでなく、木もれ陽祭全般に関して重要な役割を担っている。

### 運営
木もれ陽祭は木もれ陽祭運営委員会（通称「こもうん」）を中心に、各祭実行委員会（合唱祭実行委員会「合実」･文化祭実行委員会「文実」･中夜祭実行委員会「中実」･体育祭実行委員会「体実」）と木もれ陽祭審査庶務委員会「KSS：Komorebi-sai Shinsa Shomu」の5委員会によって運営される（運営主体は2年生）。各祭実行委員と審査庶務委員はクラスから2名ずつ選出される。なお、木もれ陽祭運営委員会と各祭実行委員会、木もれ陽祭審査庶務委員会に加えて、放送委員会が木もれ陽祭において重要な一端を担っている。

## 著名な関係者

### 卒業生
- 秋山千鶴（NHKラジオセンター契約キャスター）[要出典]
- 麻木久仁子（タレント）
- 伊藤和子（弁護士）[要出典]
- 加藤克明（元週刊ファミ通編集長）
- 加藤慶之（アカペラグループRAG FAIR）
- 加藤ひろあき（シンガーソングライター）
- 狩野泰一（篠笛奏者）
- 木内昇（第144回 直木賞「漂砂のうたう」、第9回中央公論文芸賞『櫛挽道守』）
- GooF（ラップグループSOFFet）
- 栗原正己（栗コーダーカルテット）
- 黒沢保裕（NHKアナウンサー）
- 小谷静香（動画配信サイト「第2日本テレビ」の元専属女子アナ）
- 田中秀人（プロサッカー選手・鹿児島ユナイテッドFC）
- 土屋礼央（アカペラグループRAG FAIR、国分寺市出身）
- 原大悟（フリーアナウンサー）
- 村田茂樹（第11代観光庁長官、国土交通省大臣官房長、国土交通省鉄道局長、内閣府総合海洋政策推進事務局長、観光庁次長）[24]
- 森田耕一郎（プロサッカー選手・レノファ山口FC）
- 柳亭こみち（落語家）
- 山岸彩子（女優）
- 山根舞（女優、声優）
- 渡部尚（政治家・東村山市長）
- 武蔵野ルネ（アーティスト）